# Higuerote
Higuerote é uma cidade venezuelana, capital do município de Brión.